# Carete di Mitilene

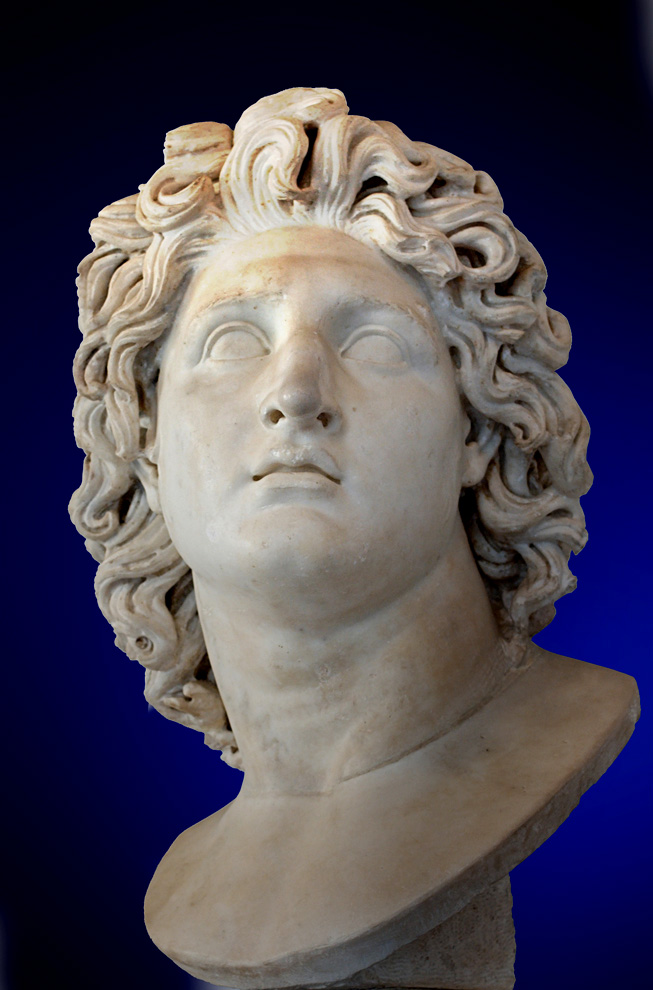
Alessandro Magno ritratto come il dio Elio

Carete di Mitilene (in greco antico: Χάρης?, Chàres; in latino Chares; Mitilene, IV secolo a.C. – dopo il 323 a.C.) è stato uno storico greco antico.

## Biografia
Carete, vissuto nel IV secolo a.C., proveniva dalla città di Mitilene, sull'isola di Lesbo. Egli prese parte alla campagna di Alessandro Magno contro gli Achemenidi e probabilmente fu nominato eisangeleus, ossia Maestro di corte.

## Opera
Più tardi egli redasse una storia della campagna di Alessandro in dieci o dodici libri. Della sua opera, che secondo gli Ateniesi aveva il titolo di Storia di Alessandro, ci sono giunti solo 19 frammenti, peraltro di grande valore, in quanto riferisce elementi legati alla vita di corte, quali, ad esempio, i matrimoni di Susa:
I banchetti erano stati annunciati dal suono di una tromba, sia in questa occasione che per i matrimoni e ogni volta che Alessandro solennizzava un accordo, in modo che tutto il corpo delle truppe ne fosse consapevole. I matrimoni continuarono a essere celebrati per cinque giorni, e un gran numero di uomini, greci e barbari, contribuirono ai loro servigi, tra cui in particolare i prestigiatori dell'India e anche Scimno di Taranto, Filistide di Siracusa ed Eraclito di Mitilene; a seguire, il rapsodo Alessi di Taranto tenne un'esibizione. Artisti di lira erano Cratino di Metimna, Aristonimo di Atene e Atenodoro di Teo; ed Eraclito di Taranto e Aristocrate di Tebe cantarono con la cetra. Dionigi di Eraclea e Iperbolo di Cizico si esibirono con il flauto e vi furono anche flautisti, che suonarono il genere Pythicon prima e poi per i cori: Timoteo, Frinico, Cafisia, Diofanto e anche Eio il calcidese.
Da quel momento in poi gli "adoratori di Dioniso", come erano precedentemente chiamati, divennero noti come "adoratori di Alessandro", a causa dei loro doni sontuosi, il che diede ad Alessandro grande piacere. Rappresentazioni drammatiche furono date dagli attori tragici Tessalo, Atenodoro e Aristocrito, e dagli attori comici Licone, Formione e Aristone. Apparve anche l'arpista Frasimelo. E le corone inviate dagli ambasciatori e da altri valevano 15.000 talenti.»
(trad. A. D'Andria)
L'affidabilità di Carete non è indiscutibile, anche perché in alcuni frammenti, che rivelano in parte i caratteri della sua opera, vi sono notevoli inesattezze ed errori (peraltro verificabili nel confronto con altre fonti), spesso dettati dalla sua posizione "ufficiale" in seno alla corte. In alcuni punti si rilevano anche tratti romanzeschi, come nel racconto di Zariadre ed Odati, che ricorda una simile storia d'amore in Ctesia:
Caspio fino al Tanai. Ma dei popoli al di là del Tanai, Omarte era re dei Marati e aveva una figlia di nome Odati, di cui è scritto nelle storie che vide Zariadre in sogno e se ne innamorò, e che la stessa cosa accadde a lui e lui
si innamorò di lei. Così continuarono a desiderarsi l'un l'altro a causa della loro visione nel sonno; e Odati era la più bella di tutte le donne dell'Asia e anche Zariadres era bello.
Zariadre mandò dunque da Omarte e chiese di sposare la ragazza, ma quello non acconsentì perché non aveva figli maschi e voleva darla in sposa a uno della sua famiglia. E poco dopo poco tempo dopo Omarte riunì i principi del suo regno e i suoi amici e parenti e si preparò a celebrare il matrimonio, senza dire in anticipo a chi intendeva dare sua figlia. Così, quando il simposio fu all'apice, Odati fu chiamata dal padre e, mentre gli ospiti ascoltavano, egli parlò così: "Figlia mia, Odati, ora stiamo celebrando il tuo matrimonio. Guarda dunque intorno a te e, dopo aver guardato tutti i presenti, prendi una ciotola d'oro, riempila e dalla all'uomo che sposerai; perché sua moglie sarai chiamata".
Ed ella, dopo aver guardato intorno a sé tutta la compagnia, stava per ritirarsi, piangendo, mentre cercava invano di vedere Zariadre (infatti aveva mandato a dirgli che il suo matrimonio doveva essere celebrato). Ma lui si era accampato sul Tanai, e sgattaiolando via dall'accampamento aveva attraversato il fiume con solo il suo auriga per compagnia, e avanzando a tutta velocità sul suo carro durante la notte, attraversò molta terra, percorrendo circa ottocento stadi; ed essendo vicino al villaggio dove si celebravano le nozze, lasciò il suo auriga con il carro in un luogo da dove andò avanti avanti vestito in abito scita.
Ed entrando nella corte e vedendo Odati in piedi davanti alla tavola che piangeva e mescolava lentamente la mistura nella ciotola, si mise vicino a lei e disse: "Odati, eccomi qui per te, come hai chiesto, io, Zariadre". E lei, vedendo uno straniero, bello e simile a quello che aveva visto nel sonno, fu felicissima e gli diede la ciotola; ed egli, afferrandola, la portò via sul suo carro e fuggì con Odati.
E i servi e le donne che avevano saputo del suo amore, tennero la bocca chiusa e, quando il padre li fece parlare, dissero che non sapevano dove fosse andata. Questa storia d'amore viene raccontata tra i barbari che abitano in Asia ed è molto amata; hanno immagini di questa storia nei loro templi e nei loro palazzi e anche nelle loro dimore private; e la maggior parte dei principi danno il nome di Odati alle loro figlie.»
(trad. A. D'Andria)
Egli non deve essersi attenuto, nella sua opera, a uno stretto ordine cronologico e a un'esauriente rappresentazione storica, bensì piuttosto a una descrizione, che si concentra su determinati aspetti e il cui centro della trattazione era la corte di Alessandro. Tuttavia Carete fu utilizzato anche da altri storici di Alessandro, come Clitarco e, in molti punti, da Plutarco.